# Escola Municipal Benvinda de França Messias
A Escola Municipal Benvinda de França Messias é uma instituição educacional municipal de ensino Infantil e fundamental que possui arquitetura modernista, localizado na cidade brasileira de Belém (estado do Pará). Tombado como patrimônio hisótico-cultural em nível municipal. Sendo a primeira na rede municipal a contar com energia fotovoltaica.

## História
A escola Benvinda de França Messias, administrado pela Prefeitura Municipal de Belém, possui traços modernistas que ajudam à contar a história do bairro de São Brás na capital paraense. Sendo assim, tombado como patrimônio cultural da cidade (via Lei 7 709 de 1994) pela Fundação Cultural do Município de Belém (Fumbel).
Sua construção é datada de 1951 (via Lei 2 081, de 23 de fevereiro de 1954) inicialmente chamada de Escola Municipal República dos Estados Unidos. Em 1966 mudou seu nome foi modificado em homenagem a uma mestra devotada ao exercício do Magistério,  a professora Benvinda de França Messias (natural do município paraense de Vigia de Nazaré) que prestou serviços importantes no aspecto educacional no Estado do Pará.

## Escola Inteligente
Esta é considerada a primeira escola da rede municipal de ensino a ter o sistema de energia fotovoltaica. Durante uma reforma em 2023, foram instaladas 120 placas de energia sustentável em todo o prédio. A previsão da Prefeitura Municipal de Belém, através da Secretaria Municipal de Educação (Semec), é de que até o final da gestão atual mais sesenta unidades educaconais sejam contempladas totalmente com a energia solar renovável e internet. seguindo o projeto da Escola Inteligente, Belém Inteligente.
Segundo o IDEB esta escola faz parte do grupo “escolas de qualidade” junto com as seguintes escolas: Ernestina Rodrigues, Amância Pantoja, Theodor Badotti, Antonio Carvalho Brasil e República de Portugal.